# Red action
 (janvier 2018).
Si vous disposez d'ouvrages ou d'articles de référence ou si vous connaissez des sites web de qualité traitant du thème abordé ici, merci de compléter l'article en donnant les références utiles à sa vérifiabilité et en les liant à la section « Notes et références ».
Red Action est un petit groupe d'extrême gauche basé à Londres à l'origine. Il est né de l'expulsion d'un certain nombre de militants du Socialist Worker's Party en 1981 pour leur participation dans ce qu'on appelle le "squadism". Le squadisme était un terme employé au SWP pour désigner ses militants qui prônaient la confrontation physique avec les groupes nationalistes anglais. 
Les militants expulsés se sont retrouvés autour d'un journal nommé "Red Action". Ils ont acquis de la notoriété grâce à leur manière d'affronter violemment les fascistes dans la rue. Ils ont toujours eu des liens très étroits avec le mouvement républicain irlandais Sinn Féin (ce qui est devenu une source de divergence avec le SWP) et ont eu des liens directs avec l'IRA, qui ont été prouvés quand un membre de la Red Action a été condamné pour un attentat perpétré à Londres et revendiqué par l'IRA.
Ces dernières années, la Red Action s'est peu à peu intéressée aux élections. Ils ont rejoint la Socialist Alliance en Angleterre et au Pays de Galles en 1999.
Ils ont quitté cette organisation en même temps que le Parti socialiste en dénonçant la domination du SWP. Ils ont alors créé l'Independent Working Class Association, un réseau large auquel ils sont reliés.